# 日本不動産経営協会
一般社団法人日本不動産経営協会(にほんふどうさんけいえいきょうかい、略称：JRMA・ジャルマ)は、不動産賃貸業を営む者を会員とする団体。東京都港区南青山を拠点とする。
宗教・政治的にも中立で、不動産事業者やコンサルティング業者などの背景を持たず、自主独立で運営されているのが特徴。
任意団体を含めて35年以上の歴史を持つ。

## 沿革
- 1981年　不動産経営勉強会を立ち上げる
- 1983年　名称を「不動産経営協会」と変更し、会員20名で正式にスタートする
- 1996年　名称を「日本不動産経営協会」と変更し、略称をJRMA（ジャルマ）とする
- 2015年　一般社団法人日本不動産経営協会を設立